# Liste d'élections en 1859
Chronologie des élections
- 1855
- 1856
- 1857
- 1858
- 1859
- 1860
- 1861
- 1862
- 1863

Cet article recense les élections organisées durant l'année 1859.

## Élections nationales en 1859
| Date                            | État        | Élection ou référendum                    | Contexte | Résultat |
| ------------------------------- | ----------- | ----------------------------------------- | -------- | --- |
| 7 juin 1858 - 1er décembre 1859 | États-Unis  | Législatives (chambre (en) et sénat (en)) |          | Cette section est vide, insuffisamment détaillée ou incomplète. Votre aide est la bienvenue ! Comment faire ? |
| mars - 23 juin                  | Norvège     | Législatives (en)                         |          | Cette section est vide, insuffisamment détaillée ou incomplète. Votre aide est la bienvenue ! Comment faire ? |
| 3 avril 1859 - 7 avril          | Costa Rica  | Présidentielle (en)                       |          | Cette section est vide, insuffisamment détaillée ou incomplète. Votre aide est la bienvenue ! Comment faire ? |
| 28 avril - 18 mai               | Royaume-Uni | Générales                                 |          | Cette section est vide, insuffisamment détaillée ou incomplète. Votre aide est la bienvenue ! Comment faire ? |
| 1er mai                         | Liberia     | Présidentielle                            |          | Cette section est vide, insuffisamment détaillée ou incomplète. Votre aide est la bienvenue ! Comment faire ? |
| 14 juin                         | Belgique    | Législatives (nl)                         |          | Cette section est vide, insuffisamment détaillée ou incomplète. Votre aide est la bienvenue ! Comment faire ? |
| Septembre                       | Grèce       | Législatives                              |          | Cette section est vide, insuffisamment détaillée ou incomplète. Votre aide est la bienvenue ! Comment faire ? |
| 4 décembre                      | Salvador    | Présidentielle (en)                       |          | Cette section est vide, insuffisamment détaillée ou incomplète. Votre aide est la bienvenue ! Comment faire ? |
| 31 décembre                     | Honduras    | Générales (es)                            |          | Cette section est vide, insuffisamment détaillée ou incomplète. Votre aide est la bienvenue ! Comment faire ? |

## Élections en subdivisions nationales en 1859
Cette section concerne les élections législatives dans un État fédéré, une subdivision territoriale ou une colonie d'un État souverain, ainsi que leurs principaux référendums.
| Date                           | Subdivision      | État               | Élection ou référendum | Contexte     | Résultat |
| ------------------------------ | ---------------- | ------------------ | ---------------------- | ------------ | --- |
| 8 septembre 1858 - 2 mars 1859 | Le Cap (colonie) | Empire britannique | Législatives (en)      |              | Cette section est vide, insuffisamment détaillée ou incomplète. Votre aide est la bienvenue ! Comment faire ? |
| 1859                           | Îles Féroé       | Danemark           | Générales (en)         |              | Cette section est vide, insuffisamment détaillée ou incomplète. Votre aide est la bienvenue ! Comment faire ? |
| 1859                           | Terre-Neuve      | Empire britannique | Générales (en)         | 7e mandature | Cette section est vide, insuffisamment détaillée ou incomplète. Votre aide est la bienvenue ! Comment faire ? |